# Hartwick-szabály
A Hartwick-szabály vagy Hartwick takarékossági szabálya kimondja, hogy ha a természeti erőforrások kitermeléséből származó díjat, profitot az újratermelhető termelési tényezők – tőke, emberi erőforrások –, illetve az innovációk előállításába ruházzuk be, akkor bizonyos feltételek mellett a termelés és a fogyasztás állandó szintje hosszú időn keresztül fenntartható.